# Stenotrema hubrichti
Stenotrema hubrichti е вид коремоного от семейство Polygyridae.

## Разпространение
Видът е разпространен в САЩ.